# 천일야화 (2007년 영화)
천일야화는 한국에서 제작된 김정구 감독의 2007년 판타지, 드라마 영화이다. 김보경 등이 주연으로 출연하였고 남권우 등이 제작에 참여하였다. OCN에서는 OCN 8부작 TV무비 에로틱 판타지 천일야화으로 방영되었다.

## 세그먼트
- 세그먼트 1 - 빨간 하이힐
- 세그먼트 2 - 동전을 넣어주세요
- 세그먼트 3 - 내사랑 사이보그
- 세그먼트 4 - 벽 속의 여자
- 세그먼트 5 - 월광
- 세그먼트 6 - 꽃잎은 지고
- 세그먼트 7 - 환상의 섬
- 세그먼트 8 - 란제리 모놀로그

## 출연

### 주연
- 김보경
- 박준서
- 이은미
- 황선환
- 김성연
- 김지영
- 송재희
- 장지희
- 권순창
- 이준희
- 소지율
- 김태정
- 이시검
- 민세연

## 제작진
- 프로듀서: 오필진
- 제작부장: 장재희
- 제작부: 공지영
- 제작부: 이충우
- 제작부: 전호성
- 제작지원: 이유선
- 제작관리: 이미경
- 제작회계: 김혜미
- 촬영부: 이효재
- 촬영부: 채충희
- 촬영부: 임미정
- 조명: 이동섭
- 조명부: 이광희
- 조명부: 이원희
- 조명부: 김평기
- 조명부: 박재준
- 조명부: 권민구
- 조명부: 이승빈
- 조명부: 유영민
- 조명부: 이문식
- 그립: 지기용
- 그립: 김승환
- 조연출: 허재형
- 연출부: 한재빈
- 연출부: 정우식
- 스크립터: 송수진
- 동시녹음: 이종호
- 붐오퍼레이터: 최성우
- 붐오퍼레이터: 고동훈
- 미술팀: 이지형
- 미술팀: 장정호
- 미술팀: 손지광
- 미술팀: 인기영
- 분장-헤어: 김상인
- 현장편집: 김진석
- 현장편집: 김예원
- 편집보: 김인성
- 디지털처리부문: 라소미
- 프로덕션 디자이너: 황중현
- 분장-헤어팀: 박효진
- 분장-헤어팀: 박하영
- 분장-헤어팀: 최안나
- 시각효과부문: 전천우
- 시각효과부문: 조준현
- 시각효과부문: 윤득용
- 시각효과부문: 이주현
- 오디션: 캐스트넷
- 음악부문: 서현일
- 음악부문: 김종민
- 음악부문: 진문식
- 의상팀: 박자현
- 의상팀: 정인선
- 의상팀: 이주희
- 의상팀: 최신영
- 조명지원: 황정연
- 특수소품팀: 정재순
- 후반작업: 류희정
- 후반작업: 채유라
- 후반작업: 임준현
- 매니저부문: 은희준
- 매니저부문: 강대열
- 매니저부문: 장욱진
- 매니저부문: 이성원
- 보험: 안용진